# Renealmia mexicana
Renealmia mexicana är en enhjärtbladig växtart som beskrevs av Johann Friedrich Klotzsch och Otto Georg Petersen. Renealmia mexicana ingår i släktet Renealmia och familjen Zingiberaceae. Inga underarter finns listade i Catalogue of Life.